# Statul Agqoyunlu
Ağqoyunlu (în traducere din Oaia albă după steagul tribului) sau Akkoyunlu (Ak Koiunlu), este un stat turcoman medieval în Azerbaidjan (1467-1501).
Statul Ağqoyunlu, în afară de Azerbaidjan, cuprindea estul Anatoliei, Irakul și o parte însemnată din Iran. În timpul lui Uzun Hasan statul Ağqoyunlu a căpatat o putere insemnată. Cu acesta intrețineau relații diplomatice și comerciale cărmuitorii din Italia, Ungaria, Austria, Polonia și alte țări din Europa. Ei au văzut în padișahul azer un aliat puternic în primul rând împotrivă sultanului turc Mehmet II care ducea o politică expansionistă în Europa de Sud și Răsărit. Solii lui Uzun Hasan erau oaspeți doriți la palatul Dogelui Venețian. La rândul său senatul venețian și-a trimis în Tabriz diplomații săi – Lazaro Cvirino, Caterino Zeno, Josef Barbaro, Abrogio Contarini care au lăsat prețioase descrieri ale calatoriilor sale în Azerbaidjan. De o mare popularitate în Europa și Orient se bucura ca diplomat și om de stat mama lui Uzun Hasan, Sara xatun.
În cadrul politicii interne Uzun Hasan dorea să se bazeze pe preoțime și birocrați și să slăbească puterea conducatorilor armatei. În scopul limitării abuzurilor funcționarilor, pentru creșterea economiei și completarea visteriei, de asemenea, pentru cucerirea simpatiei din partea populației, Uzun Hasan a înfaptuit reforma fiscală (Qanunnama). Conducatorii Qaraqoyunlu și Ağqoyunlu au împroprietarit pe vasalii lor cu suprafețe mari de pământ – soyurqal. Aceste proprietăți, de fapt, erau stat în stat și constituiau o amenințare pentru unitatea acestuia. Statul Ağqoyunlu, ca și predecesorul său Qaraqoyunlu s-a întemeiat ca rezultat al unui șir de cuceriri de țări și popoare care nu aveau o bază economică generală, de aceea a nu a rezistat. Imediat după moartea lui Uzun Hasan, între fiii acestuia a început o luptă crâncenă pentru putere.
În timpul fiului lui Uzun Hasan Yaqub, în 1489 s-a încercat o reformă nereușita agraro-financiară. În continuare, unul din cărmuitorii Ağqoyunlu – Ahmad (Ahmed) – a desființat legea privind moștenirea proprietăților soyurqal și o serie de impozite grele și obligații ale țăranimii, dorind să căpete susținerea acesteia. Însă el a reușit să rămână la putere numai o jumatate de an și a murit în timpul revoltei conducatorilor militari care erau împotrivă reformei acestuia (1497).